# Artel
Ne doit pas être confondu avec Artěl ou Artel des artistes.

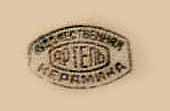
Артель Художественная Керамика Гжель (1940)

Un artel (le mot est masculin en français ; en russe, il est féminin) est une « coopérative de production » soviétique. La terre, le bétail et les outils de travail étaient la propriété de la coopérative. Avant la période soviétique, le terme désignait une association de travailleurs autogérée.
Le kolkhoze a succédé à l'artel à partir des années 1920.
Le terme peut aussi être utilisé dans des domaines non agricoles, par exemple pour l'artel d'édition des femmes.
L'anarchiste russe Kropotkine mentionne à de nombreuses reprises les artels dans son ouvrage L'Entraide, un facteur de l'évolution.